# 酰胺醇类抗生素
酰胺醇类抗生素是一种抗生素。常见的有得氯霉素，甲砜霉素、氟苯尼考等。临床常用的品种为甲砜霉素和氟苯尼考。制剂有甲砜霉素片、氟苯尼考注射液、氟苯尼考可溶性粉等。

## 抗菌机理
抗菌机理是药物不可逆地结合于细菌核糖体50S亚基的受体部位，阻断肽酰基转移，抑制肽链延伸，干扰蛋白质合成，而产生抗菌作用。属抑菌性广谱抗生素，髙浓度时有杀菌作用。本类药物对革兰氏阴性菌的作用较革兰氏阳性菌强，对肠杆菌尤其是伤寒、副伤寒杆菌高度敏感。